# Turbo (rágógumi)
A Turbo egy kedvelt rágógumi volt, melyet a törökországi Kent édességgyártó cég állított elő az 1980-as évektől kezdődően egészen 2007-ig. A 80-as és 90-es években a gyerekek egyik kedvenc rágógumifajtája volt Kelet- és Délkelet-Európában köszönhetően annak, hogy mindegyik rágógumi csomagolásán belül volt egy járműről készített, sorszámmal ellátott fotó is, melyeket nagy szeretettel gyűjtöttek. A képek főleg személygépkocsikat, sportkocsikat, motorkerékpárokat ábrázoltak, de volt, amelyiken hajó, repülőgép vagy kerékpár volt látható. A fénykép alatt egy fehér sávban szerepelt a jármű neve, valamint a többségénél a típusa és néhány műszaki adat is angol nyelven. 
Több sorozat is készült az évek során, melyek különböző neveken voltak forgalomban: a kezdeti Turbo után később megjelent a Turbo Super, majd a Turbo Classic és végül a Turbo Sport sorozat is.

## Sorozatok

### Turbo
- A legelső sorozat Turbo néven, csupán 50 különböző képet tartalmazott (1-50). Érdekessége a sorozatnak a 43-as számú kép, mely az egyetlen hat kerekű, Formula–1-es nagydíjat, az 1976-os svéd nagydíjat, megnyerő Tyrrell P34-et ábrázolja.

| S   | N                  | Márka és típus     | S   | N                  | Márka és típus        | S   | N                  | Márka és típus       | S   | N           | Márka és típus       | S   | N           | Márka és típus            |
| --- | ------------------ | ------------------ | --- | ------------------ | --------------------- | --- | ------------------ | -------------------- | --- | ----------- | -------------------- | --- | ----------- | ------------------------- |
| 1.  | Németország        | Opel Ascona CO     | 2.  | Egyesült Királyság | TVR 390-SE Covertible | 3.  | Egyesült Királyság | Rolls Royce Silver   | 4.  | Németország | Mercedes Benz 300 E  | 5.  | Japán       | Honda Accord              |
| 6.  | Olaszország        | Lamborghini        | 7.  | Egyesült Királyság | Aston Martin          | 8.  | Németország        | Isdera Imperator 108 | 9.  | Németország | BMW RT80             | 10. | Japán       | Toyota Land Cruiser       |
| 11. | Olaszország        | Cagiva Ferrari     | 12. | Japán              | Honda Civic           | 13. | Japán              | Subaru 4 W D         | 14. | Németország | Kodiak               | 15. | Svédország  | Volvo 760-GLE             |
| 16. | Japán              | Toyota Starlet     | 17. | Egyesült Királyság | Austin MG Metro Turbo | 18. | USA                | Ford Sierra          | 19. | Olaszország | Lamborghini          | 20. | USA         | Ford Escort TS Turbo      |
| 21. | USA                | Ford Thunderbird   | 22. | Olaszország        | Ferrari GTO-308       | 23. | Japán              | Honda VF 400         | 24. | USA         | Ford Mustang SVO     | 25. | Olaszország | Ferrari                   |
| 26. | USA                | Dodge Charger      | 27. | Franciaország      | Renault 5             | 28. | Japán              | Mitsubishi           | 29. | Németország | BMW K-100            | 30. | USA         | Dodge Conquest            |
| 31. | Olaszország        | Ferrari            | 32. | Olaszország        | Lamborghini           | 33. | USA                | Pontiac Fiero        | 34. | Japán       | Suzuki GS X 550      | 35. | USA         | Dodge Colt                |
| 36. | Franciaország      | Peugeot            | 37. | Japán              | Nissan Sunny          | 38. | Egyesült Királyság | Jaguar XJ-6          | 39. | Németország | BMW 5-er serie       | 40. | Németország | Mercedes 190E             |
| 41. | Egyesült Királyság | Lotus Esprit Turbo | 42. | Olaszország        | Alfa Romeo            | 43. | Egyesült Királyság | Tyrrell P34          | 44. | Németország | Porsche 928-TTE      | 45. | Olaszország | Innocenti Mini de Tomasso |
| 46. | Németország        | Porsche 911 Turbo  | 47. | Japán              | Nissan 300 Z X        | 48. | Németország        | BMW RT80             | 49. | USA         | Camaro R Convertible | 50. | Ausztria    | Ledl                      |

- A második Turbo sorozat már 70 különböző képet tartalmaz (51-120).
- A harmadik Turbo sorozat érdekessége, hogy ez az első, melyben a járművek ABC sorrendben szerepelnek (121-190).
- A negyedik Turbo sorozatban számos prototípus is szerepel, további érdekessége, hogy először szerepelnek reklámfeliratok is a képeken (Kent, Kent Assortment, Jelibon, Frutty) (191-260).
- Az ötödik Turbo sorozat érdekessége, hogy ez az első, ahol egyes képeken harci repülőgép (F-19-es, Lockheed), hajó vagy jet-ski látható. Négy fajta is készült ebből a sorozatból:  A járművek körül látható aranysárga (gold) vagy ezüst (silver) színű keret lehet vékony (thin) vagy vastag (thick), ez négyféleképpen lehetséges. (261-330).

### Turbo Super
- Az első sorozat folytatása az utolsó Turbo sorozatnak (331-400)
- A második sorozat (401-470)
- A harmadik sorozat az utolsó, melynek számozása követi a legelső Turbo sorozatét (471-540).

### Turbo Classic
Ez a sorozat régi, klasszikus járművek képeit tartalmazza.
- Az első sorozatnak van két fajtája, az egyiknél a képek alatt a Turbo Classik felirat szerepel, a másik fajtánál pedig csupán a Turbo felirat (1-70).
- A második sorozat (71-140).

### Turbo Sport
A sorozat képein csupán versenyzésre épített járművek szerepelnek.
- Az első sorozat érdekessége, hogy a 27-es képen egy kerékpár szerepel. Ennek a sorozatnak is két variációja létezik: az egyiknél a képek keretei kékek, a másiknál pedig lilák (1-70).
- A második sorozat (71-140)
- A harmadik sorozat (141-210)
- A negyedik sorozat (211-280, hasonló kinézetű, mint a Turbo 2000 Super sorozat, csak levették a "Kent" és "2000" címkéket, emiatt "Turbo 2000 Sport 211-280" néven is szokták emlegetni.)
- Az ötödik sorozat képei megegyeznek a Turbo Super második sorozatának képeivel, ugyanakkor a számozáson sem változtattak (401-470).
- A hatodik sorozatban a Turbo Sport második sorozatának a képei szerepelnek ismét, azzal a különbséggel, hogy a számozásuk 471-től indul. (471-540) Ebből két fajta van: a vékony S betűs (thin S) és a vastag S betűs (thick S) verziók.

### Turbo 2000
A Turbo 2000 egy speciális sorozat, mellyel a gyártók az új évezred előtt tisztelegtek.  
- Turbo 2000 Super sorozat (71-140)

### Turbo Sport 2003
- Egyetlen sorozatot készítettek belőle: Turbo Sport 2003 (1-99)

### Turbo Super 2003
- Az első sorozat (1-99)

### Turbo Super 2007
A második sorozatban a járművek ismét ABC sorrendben szerepelnek. Ez volt az utolsó sorozat, melyet Törökországban gyártottak, ebből is két verzió van: "Super" feliratos és felirat nélküli:
- Turbo Super 2007 (101-154) "super"
- Turbo Super 2007 (101-154) "no super"

### Orosz nyelvű sorozatok
Ezek az utolsó Turbo sorozatok, melyek feliratait viszont orosz nyelven nyomtatták. Ezekkel együtt összesen 2030 különböző kép szerepelt a sorozatban.
- Turbo Sport 2003 (1-99)
- Turbo Super 2003 (1-99)
- Power (1-259, 57 és 77 közötti számozású papírok nem léteznek)
- Turbo Power (148-259)

### Imitációk/fake sorozatok
Ezen sorozatok nem eredeti KENT sorozatok, pusztán imitációk. A teljes lista a "Külső hivatkozások" részben található.

## Külső hivatkozások
- Képek az összes sorozatról Archiválva 2013. március 19-i dátummal a Wayback Machine-ben
- colectiedesurprize weboldala
- Fake Turbo sorozat lista